# Antieke miersluiper
De antieke miersluiper (Herpsilochmus gentryi) is een zangvogel uit de familie Thamnophilidae (miervogels). Deze vogel is genoemd naar de Amerikaanse botanicus Alwyn Gentry vanwege zijn verdiensten op het gebied van de studie naar biodiversiteit in het Amazonegebied.

## Verspreiding en leefgebied
Deze soort komt voor in  noordelijk Peru en oostelijk Ecuador.

## Status
De grootte van de populatie is niet gekwantificeerd maar de soort wordt omschreven als plaatselijk vrij algemeen in Peru en zeldzaam in Ecuador. Op de Rode lijst van de IUCN heeft deze soort de status niet bedreigd.